# Chiesa di San Michele (Serra de' Conti)
La chiesa di San Michele è un edificio religioso di Serra de' Conti, nelle Marche.
Di origine medievale, venne rifatta nel XV secolo e conserva affreschi del XV-XVI secolo.

## Storia e descrizione

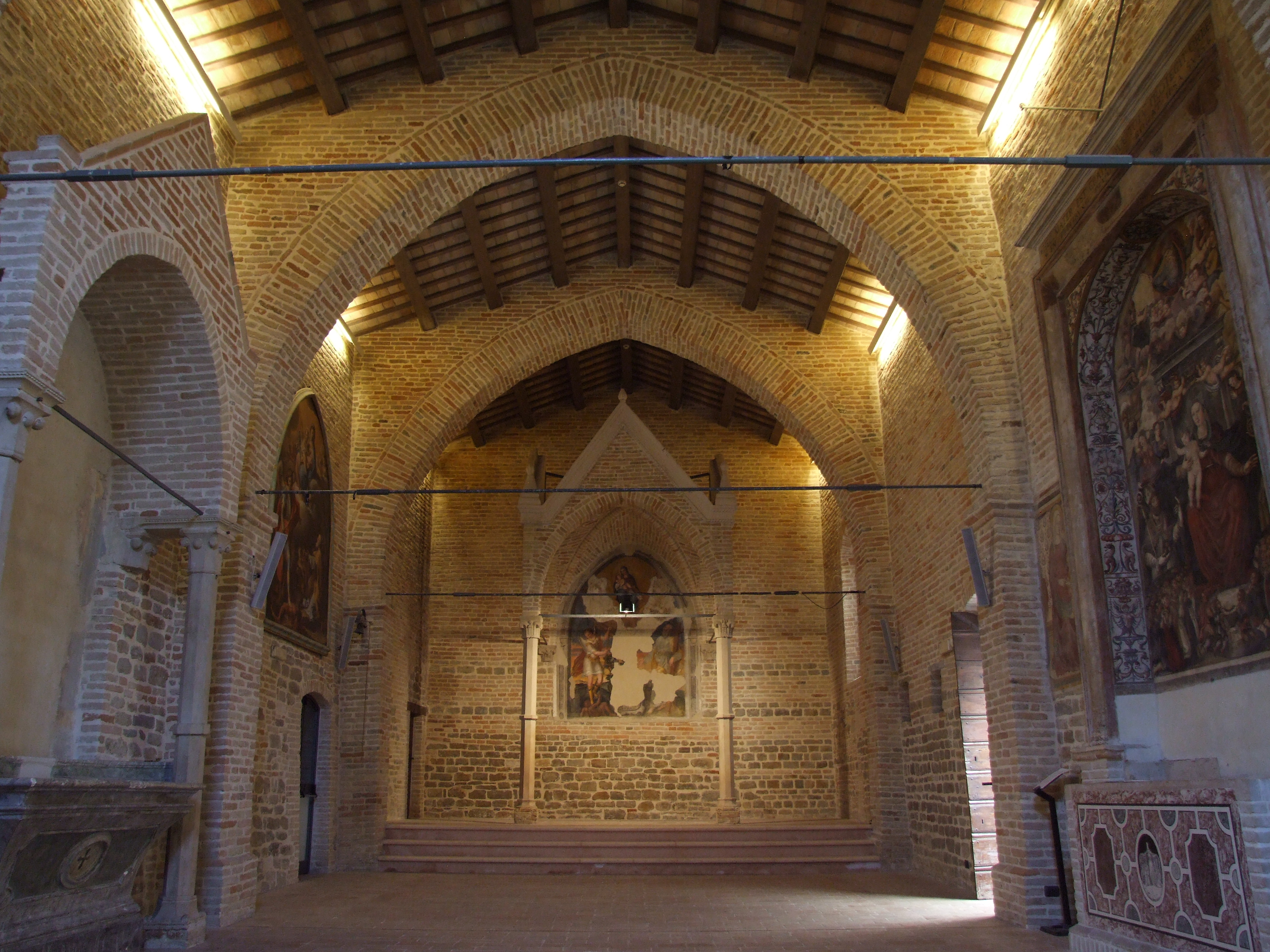
Veduta dell'interno.

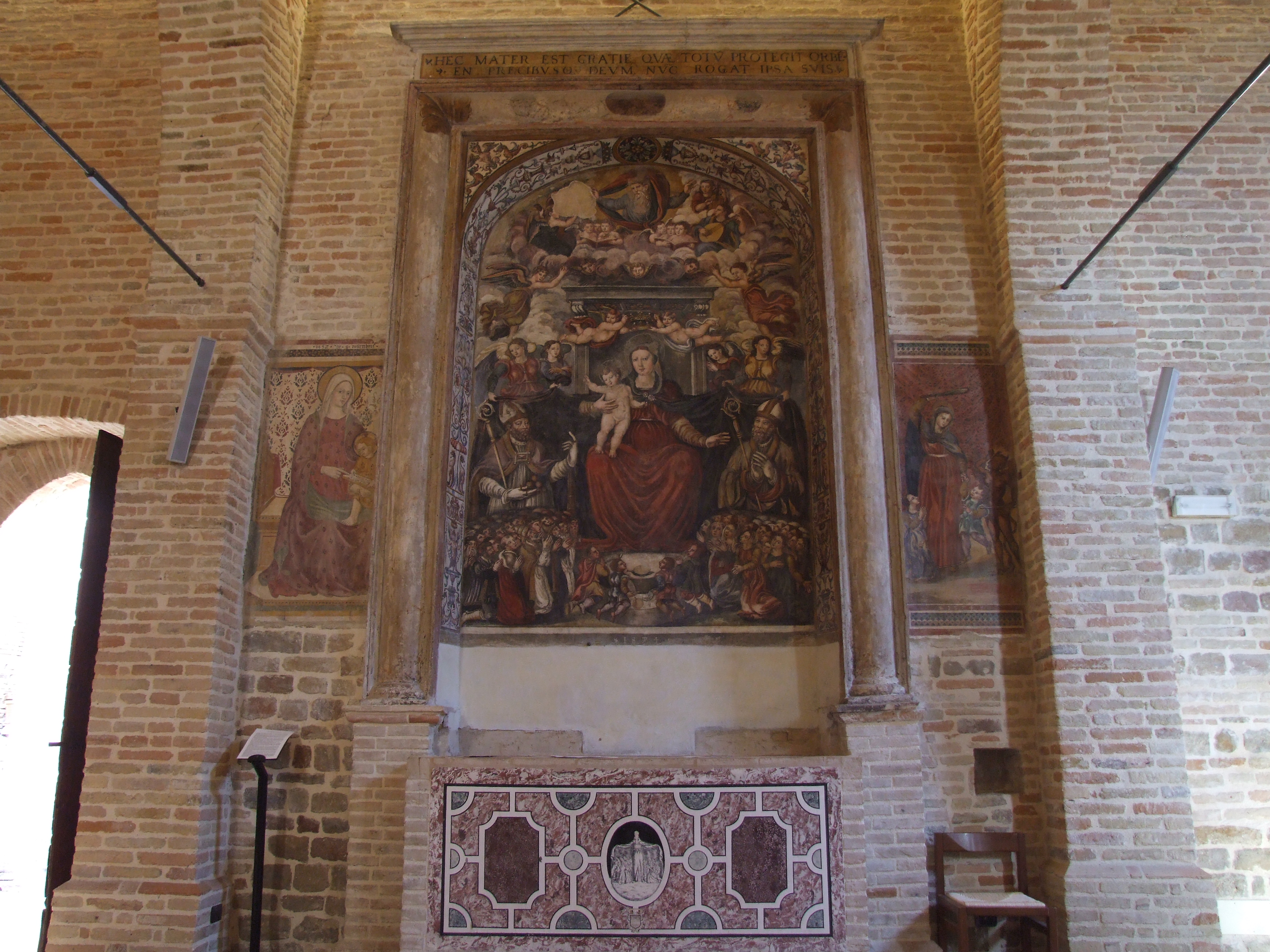
Gli affreschi della parete destra.

La chiesa venne edificata in pietra nel 1290 dai monaci camaldolesi provenienti dall’Abbazia di Santa Maria di Sitria. Di stile ancora romanico edificio venne ampiamente rimaneggiato fra il 1442 ed il 1480 con interventi in laterizi di stile gotico.
Nell'interno è ben distinguibile la parte inferiore, romanica, caratterizzata dall'impiego della pietra, da quella superiore, gotica, in laterizi.
Presenta una navata unica con il presbiterio rialzato improntata da arconi ogivali trasversali, sullo stile del Duomo di Gubbio.
Addossati alla parete sinistra e al presbiterio sono due cibori quattrocenteschi in laterizio su colonne in pietra arenaria.

## Affreschi
La chiesa custodisce degli affreschi di scuola marchigiana del XV e XVI secolo: 
- Madonna col Bambino in Cielo tra Sant'Andrea e San Michele Arcangelo , del 1581[3], nel presbiterio
- Madonna della Misericordia fra San Nicola e un Santo vescovo, XVI secolo, alla parete destra
- Madonna del Soccorso, del 1492, alla parete destra
- Sedes Sapientiae,  1442[1], alla parete destra
- San Sebastiano, del 1480, alla parete sinistra
- Madonna col Bambino in Cielo tra Sant'Andrea e San Michele Arcangelo  tela del 1752[3], eseguita per essere sovrapposta all'affresco del presbiterio e ora sulla parete sinistra